# 재일한국청년동맹
재일한국청년동맹(在日韓国青年同盟)은 16~35세의 재일 한국인 청년들이 가입하고 있는 재일한국민주통일연합의 산하단체이다. 한국의 평화 통일 운동, 한국어 교육, 한국의 지리 · 역사 · 문화 등에 관한 학습회(청년 세미나) 및 기타 단원 간의 교류 활동을 전개한다.